# NGC 5737
NGC 5737 é uma galáxia espiral barrada (SBb) localizada na direcção da constelação de Boötes. Possui uma declinação de +18° 52' 50" e uma ascensão recta de 14 horas, 43 minutos e 12,0 segundos.
A galáxia NGC 5737 foi descoberta em 20 de Abril de 1792 por William Herschel.